# Safe (pel·lícula)
Safe és una pel·lícula de thriller d'acció estatunidenca de 2012 escrita i dirigida per Boaz Yakin, produïda per Lawrence Bender, Dana Brunetti i Joseph Zolfo i protagonitzada per Jason Statham, Chris Sarandon, Robert John Burke i James Hong. A la pel·lícula, Luke Wright (Statham) és un expolicia i exlluitador d'arts marcials que acaba protegint un nen superdotat que és perseguit per la màfia russa, les tríades i els oficials corruptes de la policia de Nova York. S'ha doblat i subtitulat al català.
Safe es va estrenar a càrrec de Lionsgate Films el 27 d'abril de 2012, on va rebre crítiques en diversos sentits. La pel·lícula va recaptar 40,6 milions de dòlars a tot el món amb un pressupost de 30 milions.